# العلاقات الآيسلندية الغيانية
العلاقات الآيسلندية الغيانية هي العلاقات الثنائية التي تجمع بين آيسلندا وغيانا.

## مقارنة بين البلدين
هذه مقارنة عامة ومرجعية للدولتين:
| وجه المقارنة                                              | آيسلندا          | غيانا        |
| --------------------------------------------------------- | ---------------- | ------------ |
| المساحة (كم2)                                             | 103.00 ألف       | 214.97 ألف   |
| عدد السكان (نسمة)                                         | 317.35 ألف       | 777.86 ألف   |
| الكثافة السكانية (ن./كم²)                                 | 3.08             | 3.62         |
| العاصمة                                                   | ريكيافيك         | جورج تاون    |
| اللغة الرسمية                                             | اللغة الآيسلندية | لغة إنجليزية |
| العملة                                                    | كرونة آيسلندية   | دولار غياني  |
| الناتج المحلي الإجمالي (بليون دولار)                      | 23.91 مليار      | 3.68 مليار   |
| الناتج المحلي الإجمالي (تعادل القوة الشرائية) بليون دولار | 15.79 مليار      | 5.77 مليار   |
| الناتج المحلي الإجمالي الاسمي للفرد دولار أمريكي          | 50.17 ألف        | 4.13 ألف     |
| الناتج المحلي الإجمالي للفرد دولار أمريكي                 | 46.55 ألف        |              |
| مؤشر التنمية البشرية                                      | 0.899            |              |
| رمز المكالمات الدولي                                      | +354             | +592         |
| رمز الإنترنت                                              | .is              | .gy          |
| المنطقة الزمنية                                           | 00، أوروبا/لندن ‏ | 00           |

## منظمات دولية مشتركة
يشترك البلدان في عضوية مجموعة من المنظمات الدولية، منها:
| علم المنظمة | اسم المنظمة                               | تاريخ انضمام آيسلندا | تاريخ انضمام غيانا |
| ----------- | ----------------------------------------- | -------------------- | ------------------ |
|             | مؤسسة التنمية الدولية                     | 19 مايو 1961         | 4 يناير 1967       |
|             | يونسكو                                    | 8 يونيو 1964         | 21 مارس 1967       |
|             | وكالة ضمان الاستثمار متعدد الأطراف        | 25 سبتمبر 1998       | 18 يناير 1989      |
|             | الأمم المتحدة                             | 19 نوفمبر 1946       | 20 سبتمبر 1966     |
|             | الاتحاد البريدي العالمي                   | ?                    | ?                  |
|             | البنك الدولي للإنشاء والتعمير             | 27 ديسمبر 1945       | 26 سبتمبر 1966     |
|             | الاتحاد الدولي للاتصالات                  | 1 أكتوبر 1906        | 8 مارس 1967        |
|             | منظمة حظر الأسلحة الكيميائية              | ?                    | ?                  |
|             | مؤسسة التمويل الدولية                     | 20 يوليو 1956        | 4 يناير 1967       |
|             | المركز الدولي لتسوية المنازعات الاستشارية | 14 أكتوبر 1966       | 10 أغسطس 1969      |
|             | منظمة التجارة العالمية                    | ?                    | ?                  |
|             | منظمة الشرطة الجنائية الدولية             | ?                    | ?                  |

## وصلات خارجية
- موقع وزارة الخارجية الآيسلندية
- موقع وزارة الخارجية الغيانية